# Goodbye (1918)
Goodbye é um filme de drama britânico de 1918, dirigido por Maurice Elvey e estrelado por Margaret Bannerman, Jessie Winter e Donald Calthrop. Foi baseado no romance de John Strange Winter.

## Sinopse
O filme conta a história de uma mulher que trama o divórcio de um casal para se juntar com o marido.

## Elenco
- Margaret Bannerman - Florence Tempest
- Jessie Winter - Hope Adair
- Donald Calthrop - Capitão Richard Adair
- Douglas Munro - Bates
- Ruth Mackay - Rosalie
- Edward O'Neill - Frith
- Frank Dane - Doutor
- Fewlass Llewellyn - Advogado